# Bộ Chủy (匕)
Bộ Chủy (匕) có nghĩa là " thìa, muỗng " là một trong 23 bộ thủ được cấu tạo từ 2 nét trong số 214 Bộ thủ Khang Hy
Trong Từ điển Khang Hy, có 19 ký tự (trong số 49.030) được tìm thấy dưới bộ thủ này.

## Chữ sử dụng bộ Chủy (匕)

Giáp cốt văn
Kim văn
Đại triện
Tiểu triện

| Số nét | Chữ   |
| ------ | ----- |
| 2 nét  | 匕    |
| 4 nét  | 化    |
| 5 nét  | 北    |
| 11 nét | 匘 匙 |